# بندهای میان‌انگشتی
بندهای میان‌انگشتی (Intermediate phalanges) استخوان‌هایی هستند که در دست و پای بیشتر مهره‌داران وجود دارند. در انسان، این بندها، استخوان‌های انگشت‌های دست و پا هستند که در میان دو مفصل هر انگشت واقع شده‌اند. انگشت شست دست و انگشت شست پا، بند میان‌انگشتی ندارند.
بند میان‌انگشتی معمولاً نه تنها از نظر مکان بلکه از نظر اندازه نیز بین دو بخش دیگر انگشت قرار دارد.